# Бобровка (Покровский район)
Бобровка — деревня в Покровском районе Орловской области России.
Входит в состав Столбецкого сельского поселения.

## География
Расположена восточнее посёлка Золотой Рог и южнее деревни Троицкое на берегу речки, впадающей в реку Липовец. Просёлочная дорога из Бобровки выходит к деревням Протасово и Троицкое. Южнее деревни проходит автомобильная дорога.
В Бобровке имеется одна улица: Советская.

## Население
| 2010 |
| ---- |
| 15   |